# Odete Semedo
Pour les articles homonymes, voir Semedo.
Maria Odete da Costa Semedo, née à Bissau, en 1959, est une femme de lettres et enseignante de la Guinée-Bissau. Elle a été ministre, également. Elle utilise à la fois dans ses créations la langue portugaise et la langue créole de Guinée.

## Éléments biographiques
Odete Semedo, née le 7 novembre 1958, étudie les langues et littératures modernes à la nouvelle université de Lisbonne. De retour en Guinée-Bissau, elle participe à la coordination nationale d'un projet sur la langue portugaise dans l'enseignement secondaire, financé par la Fondation Gulbenkian. Puis elle devient directrice de l'École normale supérieure Tchico-Té. À partir de 1995, elle exerce les fonctions de directrice générale de l'éducation au sein du ministère et de présidente de la Commission nationale pour l'UNESCO. Dans les années 2010, elle est également ministre de l’Éducation nationale.
En avril 2005, elle est appelée à faire partie du gouvernement comme ministre de la Santé puis comme ministre de la Culture,.
Elle a travaillé à Bissau, comme chercheuse dans les domaines de l'éducation et de la formation à l' Instituto nacional de estudos e pesquisas. Elle est la fondatrice de la revue Revista de letras, artes e cultura tcholona, et a publié deux livres de poésie, Entre o Ser e o Amar et No Fundo do Canto. Elle a traduit en créole le scénario du film Les Yeux bleus de Yonta (Udju azul di Yonta) du cinéaste Flora Gomes et a participé au tournage de ce même film. Elle a également participé à une Anthologie des littératures francophones de l'Afrique de l'Ouest, publiée aux Éditions Nathan, à Paris, en 1994.

## Principales publications
- Entre o Ser e o Amar (1996)
- Histórias e passadas que ouvi contar (2003)
- No Fundo Do Canto (2007)
- Guiné-Bissau - Historia, Culturas, Sociedade e Literatura (2010)
- Literaturas da Guiné-Bissau - Cantando os escritos da história (2011)